# (4959) Niinoama
(4959) Niinoama (1991 PA1) – planetoida z pasa głównego asteroid okrążająca Słońce w ciągu 5,6 lat w średniej odległości 3,15 j.a. Odkryta 15 sierpnia 1991 roku.